# Pleșoi (gmina)
Pleșoi – gmina w Rumunii, w okręgu Dolj. Obejmuje miejscowości Cârstovani, Frasin, Milovan i Pleșoi. W 2011 roku liczyła 1395 mieszkańców.